# Белина-Пражмовский, Владислав
Владислав Зигмунт Бели́на-Пражмо́вский (пол. Władysław Zygmunt Belina-Prażmowski; 3 мая 1888, Ручковец, около Опатува, Опатувский уезд, Радомская губерния, царство Польское, Российская империя — 13 октября 1938, Венеция, королевство Италия) — польский военный, полковник, основатель польской кавалерии, воевода Львовского воеводства в 1933—1937 годах, президент Кракова в 1931—1933 годах.

## Биография

### Детство и юность
Владислав Белина-Пражмовский родился в деревне Ручковец, Радомской губернии в семье польского землевладельца, шляхтича герба Белина, Ипполита Белины-Пражмовского и Брониславы, урождённой Дудельской. При крещении получил имя Владислав Зигмунт. Его отец был участником восстания 1863 года, служил под началом генерала Дионисия Чаховского.
Владислав учился в гимназии в Радоме. В период обучения принимал участие в подпольном движении за независимость Польши. За участие в школьной забастовке был исключён из гимназии. В 1905 году окончил польскую гимназию Мариана Рыхловского в Варшаве, известную тем, что в ней проповедовался польский национализм. В 1909—1913 годах учился горному делу во «Львовской политехнике» и в австрийском Леобене. Стал одним из первых членов основанного Казимежем Соснковским Союза Подпольной Борьбы, а позднее Стрелецкого Союза. Окончил подпольный курс инструкторов, получив в 1909 году первый офицерский чин хорунжего, а затем и Высшую офицерскую школу Стрелецкого Союза во Львове и Кракове. В 1911 году получил звание поручика. Лично от Юзефа Пилсудского получил офицерский знак «Парасоль». Был направлен Союзом для организации отделений этой организации в Бельгии, Франции и Швейцарии. В 1913 году назначен на должность заместителя командира краковского округа Союза. Летом 1914 года стал командиром II учебной каникулярной роты, проводившей обучение добровольцев из Царства Польского в краковских Олеандрах.

### Первая мировая война

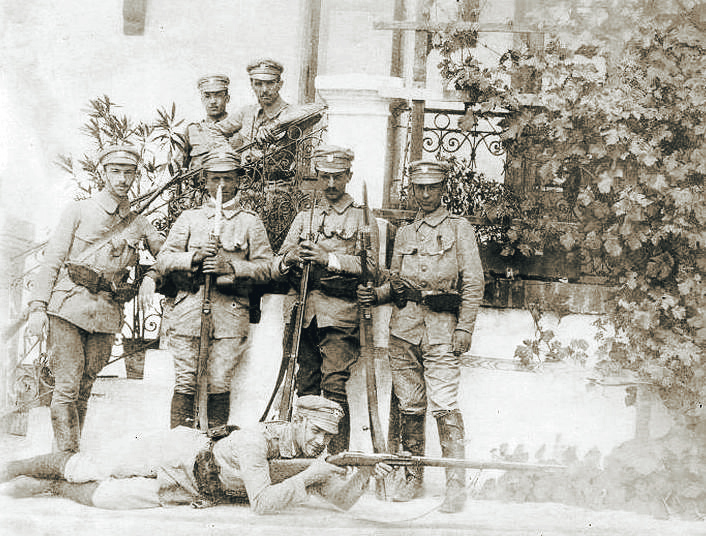
Семёрка Белины в Гошицах

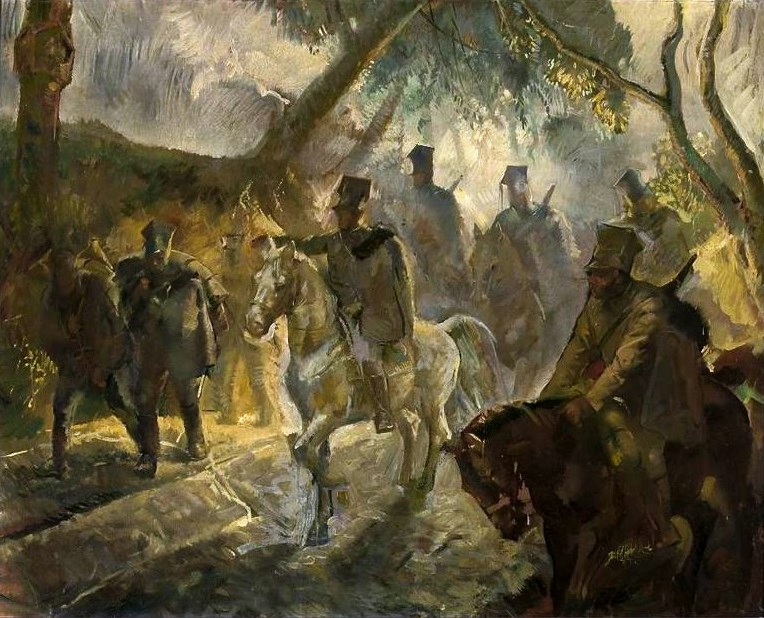
Ян Выдра. Патруль Белины. Национальный музей в Варшаве.

30 июля 1914 года комендант Союза Юзеф Пилсудский объявил о приготовлении к мобилизации. Поручик Белина-Пражмовский прибыл к месту сбора добровольцев в Кракове и привёл с собой ещё двух уланов: Антония Яблоньского (псевдоним Здзислав) и Станислава Скотницкого (псевдоним Гжмот) из района Сандомира. 2 августа Белина получил приказ провести разведку в направлении Енджеюва и организовать пропагандистскую акцию против призыва поляков в армию Российской империи. Также отряду было поручено добыть для себя коней, из-за чего они взяли в свой рейд, начинавшийся в пешем строю, также и сёдла. Вечером того же дня он приступил к выполнению приказа и во главе семёрки уланов первым из польских частей пересёк российскую границу. Рейд Белины считается рождением польской кавалерии; в позднейшей историографии этот отряд стал известен как «семёрка Белины». Отряд перешёл границу под Барановым, около Коцмыжова, затем прошёл через Гошице, Скжешовице и Дзялошице. (Позднее на стене дома Зофии Завишанки в Гошицах, где останавливались уланы, была открыта мемориальная доска в честь десятилетия похода). 4 августа «семёрка» доложила в Олеандрах о выполнении задания. Все бойцы были включены в состав Первой кадровой роты, первого польского национального военного подразделения, со времён восстания 1863 года и еврейского польского легиона Мицкевича. Белина был одним из двух людей Первой кадровой (наряду с К. Соснковским), которые обращались к Пилсудскому «Комендант», а не как было принято согласно приказу от 6 августа 1914, «гражданин Комендант». Первым боевым задание роты стал приказ пройти маршем до города Кельце и занять его. В этом походе полякам сопутствовал успех. Кельце были заняты 12 августа 1914 года. Отряд Белины вошёл в состав 1-й бригады Легионов Польских. С октября 1914 года, с введением званий в польских частях, был подтверждён его патент поручика.

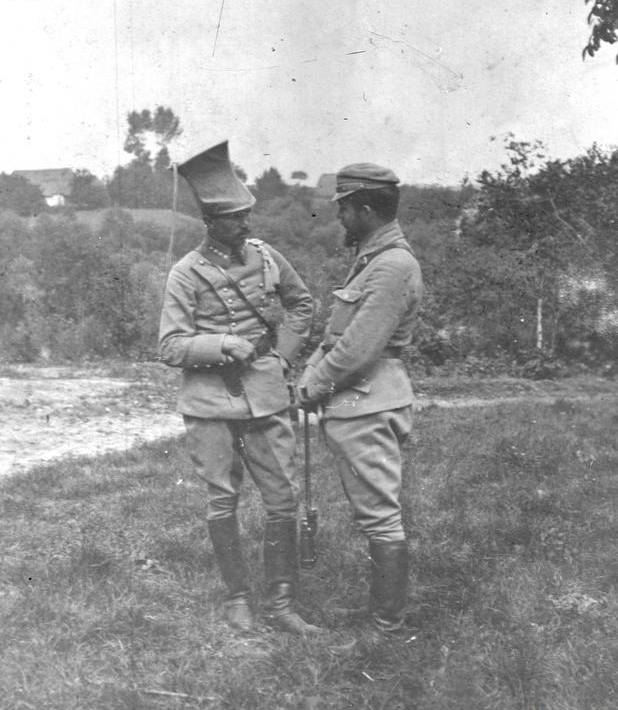
Белина-Пражмовский в 1914 году

По разрешению Юзефа Пилсудского, Белина начал создавать уланскую часть. Созданный в Кельцах 1-й эскадрон кавалерии насчитывал 140 человек. Боевое крещение польской кавалерии состоялось в сентябрьских боях над Нидой (под Новым Корчинем, Вислицей, Щитниками и Чарнковым). Затем эскадрон Белины был придан находящейся под немецким командованием 40-й кавалерийской дивизии, в составе которой участвовал в боях под Ловичем, Модлином, Озорковым, Александрувым и Лодзю. 1 ноября эскадрон был развёрнут в дивизион и переведён в район Лимановой, где участвовал в боях под Чижувеком, Стопницами, Каменицей, Высокем, Дамбровой. После отдыха в Новом Сонче, дивизион участвовал в боях под Ловчувком. 23 декабря 1914 года Пражмовский получил ранение. В мае 1915 года был произведён в чин ротмистра. Командовал уланами над Нидой, в боях под Сташовым, Конарами, Влостовым, Лисовым, Бидзинами, Ожаровым, Тарловым, над Вижнянкой и под Ужендовым. В июле кавалерия Белины первой вошла во главе бригады в Люблин. После люблинского успеха уланы Белины выполняли функции разведки бригады. Участвовали в боевых действиях на Волыни, в том числе под Маневичами, Стоховым, над Стыром. В декабре 1915 Белина стал командиром 1-го уланского полка, уланы которой получили прозвище «белиняки», в честь Белины-Пражмовского. С этой частью прикрывал отход бригады после битвы под Костюхновкой (июль 1916), во время Брусиловского прорыва. Тогда же возглавлял уже кавалерийскую бригаду, составленную из 1-го и 2-го уланских полков. Осенью 1916 года бригада была отведена на отдых в Барановичи, затем была на переформировании в Остроленке. В начале 1917 года Белина-Пражмовский произведён в следующее воинское звание майора.

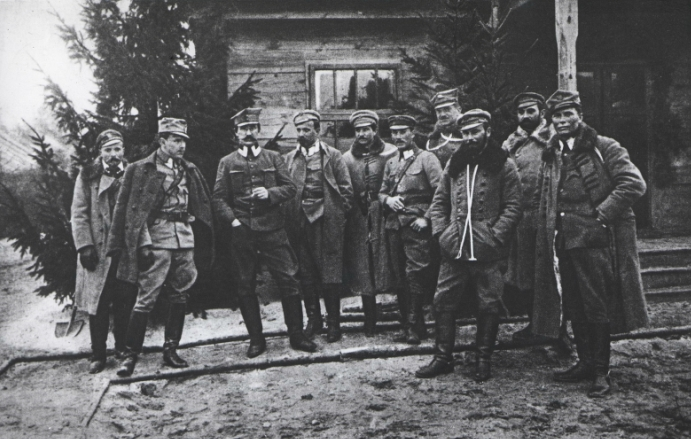
Совет полковников польских Легионов. Белина пятый слева. 1916 год.

Во время кризиса присяги, в соответствии с распоряжением Пилсудского, вместе с другими легионистами, происходящими из польских земель в составе Российской империи, отказался присягать Австро-Венгрии и подал в отставку. В Остроленке, в лагере уланов, окружённом немецкими частями и ожидающем перемещения в лагерь для интернированных в Биньяминове и Щипёрне, состоялся парад уланских польских частей и прощание с командиром. Во время парада Белина призвал воинов сохранять верность Родине и Пилсудскому. Белина получил от князей Замойских имение в деревне Годзишов около Янова Любельского, где и поселился вместе с семьёй. Принимал участие в деятельности Польской военной организации.

### Польско-украинская и польско-советская войны

Подразделения Белины-Пражмовского входят во взятую Вильну

Во второй половине октября 1918 года предложил свои услуги Регентскому совету, верховному органу управления Польским королевством, но не получил никаких заданий от него. Участвовал в разоружении австрийских гарнизонов членами ПОВ на территории Любельщины. Получил от Рыдз-Смиглы приказ начать формирование кавалерийской бригады (два полка улан и полк шеволежеров). Принимал участие в сражениях польско-украинской войны, в составе подразделений генерала Яна Ромера. Участвовал в боях под Долгобычевом, Равой-Русской, Белжецем, Жолквой и Крыстинополем. В феврале 1919 года получил звание полковника.
Весной 1919 года, во главе бригады из 800 сабель, был послан для проведения рейда в направлении Вильны. Общая операция по взятию любимого города Юзефа Пилсудского проводилась силами подразделений под руководством Э. Рыдз-Смиглы. Подразделения Белины, насчитывающие к тому моменту 53 офицера, 789 сабель, 9 пулемётов и два орудия, первыми вошли во взятый город 19 апреля 1919 года. Через день в город вошли и части Рыдз-Смиглы. Комендант издал специальный приказ с благодарностью частям Белины-Пражмовского.
В дальнейшем подразделения Белины действовали на литовско-белорусском фронте, доходя до Двины. В июне 1920 года полковник Белина-Пражмовский возглавил кавалерийскую группу армии Соснковского. Во время решающих битв против большевиков в августе 1920 года, командир 4-го кавалерийского дивизиона в составе 6-й кавалерийской бригады. Подразделения под командованием Белины-Пражмовского проявили себя во время оборонительных боёв против войск Тухачевского и Первой конной армии Будённого

### Политическая карьера
Осенью 1920 года, из-за проблем со здоровьем, был переведён в резерв. До 1927 года проживал в своём имении в Годзишуве. В 1927 году переехал в Янув-Любельский. Работал там в качестве председателя Окружного товарищества сельскохозяйственных артелей. Через два года переехал в Краков, где занимался предпринимательством в фирме по производству сёдел и амуниции для армии «Табор». Также принимал участие в работе Союза легионистов Краковского округа. В начале 1931 года вошёл в состав Вспомогательного Совета при президенте Кракова.
16 июля 1931 года был избран президентом Кракова. Занимал этот пост два года, до того как по инициативе маршала Пилсудского, стал воеводой Львовского воеводства. Одновременно занимал пост почётного председателя 1-го уланского полка. В июне 1933 года в последний раз встречался с Пилсудским. Через четыре года, из-за проблем со здоровьем (болезнь сердца), ушёл из политики и вернулся в Краков. Некоторое время был генеральным деректором Яворницких угольных шахт. Принимал участие в работе контрольного совета Силезских акционерных электрических компаний, а также Общества народной школы. В 1938 году стал членом главного комитета Съезда горских земель, организованного в 1936 году в Саноке.

### Смерть и похороны
Скончался 13 октября 1938 года от сердечного приступа, во время оздоровительного отдыха, в номере отеля Эден в Венеции. Прощание с отцом польской кавалерии началось ещё в Италии, где местными властями Венеции была устроена церемония в присутствии местных властей и ветеранов. Специальным вагоном останки были перевезены в Хожув, где умершего встречала рота 1-го полка шеволежеров, семья, делегации от организаций белиняков, Союза легионистов, ветераны Силезских восстаний и толпы местных жителей. Вагон был преобразован в часовню, и в ней выставлен почётный караул шеволежеров. На всех станциях до Кракова приводилась церемония прощания для местных жителей. 20 октября в Мариацком соборе состоялась скорбная месса. Оттуда, в полдень, вышла в направлении Раковицкого кладбища траурная процессия. На Рынке Гловном к горожанам обратился с речью президент Кракова Мечислав Каплицкий. На Раковицком кладбище от имени Войска Польского с бывшим командиром попрощался один из семёрки Белины, вице-министр военных дел, генерал Глуховский. От имени президента Польши Игнация Мосцицкого и маршала Э. Рыдз-Смиглы, выступил генеральный инспектор армии, генерал брони Казимеж Соснковский. По поручению правительства Польши он возложил на гроб Большой Крест ордена Polonia Restituta. Похоронен в квартале 69 кладбища

## Память

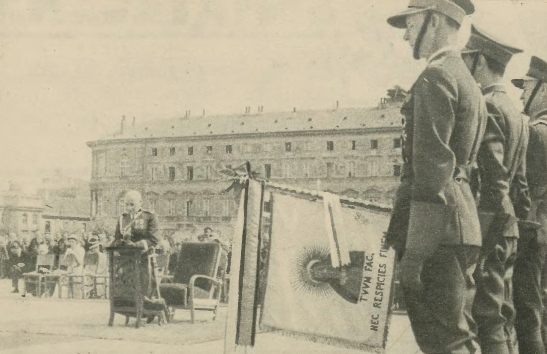
Торжества в честь 25-летия патруля Белины в Варшаве. Август 1939 года.

Именем полковника Владислава Белины-Пражмовского, названа аллея в краковской дзельнице Гжегужки (в 1955—1990 носила имя Юлиана Мархлевского). Стал героем многих песен, книг, легенд и рассказов. В ноябре 1998 года в его родном селе Ручковец, был открыт памятник легендарному полковнику.
В польском историческом фильме «Polonia Restituta» (1980, режиссёр Богдан Поремба) роль капитана Пражмовского сыграл актёр Анджей Жулкевкий

## Семья
Был женат на Анастасии Рудзкой (1891—1975). Имел с ней пятерых детей:
- Алина (р. 1923) — в браке Ангелусова, её крестным был маршал Юзеф Пилсудский, живёт в Кракове[4]
- Януш — погиб в 1943 году, воюя в рядах 300-го бомбардировочного дивизиона[пол.] польских подразделений британской армии.
- Лех — с 1947 года жил в Канаде.

Пережил двоих сыновей:
- Збигнев (1914—1937) — подпоручик 1-го полка шеволежеров. Погиб в 1937 году[17][18].
- Лех — умер в младенчестве.

## Награды
- Золотой крест ордена Virtuti Militari
- Серебряный крест ордена Virtuti Militari (1922)[19]
- Кавалер Большого креста ордена Polonia Restituta
- Командор со звездой ордена Polonia Restituta (1935 год)[20][21]
- Командор ордена Polonia Restituta (1928)[22]
- Крест Храбрых — пять раз
- Знак офицерский «Парасоль»
- Крест Независимости с мечами
- Медаль Независимости
- Знак «За верную службу»
- Орден Орлиного креста II степени (Эстония, 1935 год)[23]
- Кавалер ордена Белого льва (Чехословакия, 1933)[24]
- Командор ордена Короны Италии